# Roseville (film)
Pour les articles homonymes, voir Roseville.
Pour plus de détails, voir Fiche technique et Distribution.
Roseville (Вила Роза, Vila Roza) est un film d'horreur bulgare écrit et réalisé par Martin Makariev, sorti en 2013.

## Synopsis
En 1985, dans les Balkans, dans un chalet situé à Roseville, cinq personnes ont mystérieusement disparu sans laisser de traces. Ils n'ont jamais été retrouvés.
Un jeune couple, Vassil et Nadiya, passe quelques jours dans cette maison. Ils y retrouvent leur ami George, accompagné de sa petite amie Dora et de son associé américain Steven. Rapidement, Vassil est en proie à une série de cauchemars. Une force mystérieuse rôde dans la forêt et tue les résidents...

## Fiche technique
- Titre : Roseville
- Titre original : Вила Роза (Vila Roza)
- Réalisation et scénario : Martin Makariev
- Photographie : Ivan Vatsov
- Montage : Nikola Milenov
- Musique : Victor Stoyanov
- Production : Dimitar Gochev, Martin Makariev, Svetlin Neinski et Alexander Penev
- Société(s) de distribution : Kanibal Films Distribution
- Pays d'origine :  Bulgarie
- Langue : bulgare
- Genre : horreur
- Durée : 115 minutes
- Dates de sortie :
  - Bulgarie : 20 décembre 2013
  - France : 2 novembre 2016

## Distribution
- Kalin Vrachanski : Vassil
- Lydia Indjova : Lydia
- Plamen Manassiev : George Asenov
- Elena Petrova : Dora Zlateva
- David Chokachi : Steven Korth